# Управління військової розвідки
Управління військової розвідки (фр. Direction du Renseignement militaire, DRM) — спецслужба французького розвідувального співтовариства, підвідомча міністерству оборони, яка несе відповідальність за збір інформації, аналіз та координацію розвідувальної діяльності всіх видів збройних сил Франції.
DRM було створено указом № 92-523 від 16 червня 1992 року з ініціативи міністра оборони Франції П'єра Жокса, з метою єдиного планування, координації та керівництва підрозділами військової розвідки. Після війни в Перській затоці стало очевидно, що структури французької військової розвідки надто розпорошені, що робить Францію надмірно залежною від розвідслужб США. DRM була створена як орган виключно військової розвідки, але згодом стала перетворюватися в політичну та стратегічну розвідку, увійшовши в сферу компетенції DGSE.
Останнім часом діяльність DRM регулюється статтями D.3126-10 та D.3126-14 Кодексу про оборону Франції.

## Організаційна структура
DRM очолює директор, який є офіцером одного з видів збройних сил, підпорядковується начальнику Генерального штабу збройних сил Франції. Штаб-квартира DRM знаходиться в Парижі, а підрозділи технічної розвідки — в Крейл, в 40 кілометрах на північ від Парижа, і Страсбурзі.
Організаційна структура включає в себе:
- Управління досліджень (фр. une sous-direction Recherche, SDR)
- Управління експлуатації (фр. une sous-direction Exploitation, SDE)
- Управління озброєнь (фр. une sous-direction Armements-Prolifération, SDA)
- технічне управління (фр. une sous-direction Technique, SDT)
- Управління кадрів (фр. une sous-direction Ressources humaines — formation, SDH).

Бюджет DRM становить приблизно 126 мільйонів євро на рік.
У Крейл розташовані такі підрозділи:
- Центр підготовки фахівців радіоелектронної розвідки (CF3E);
- Міжвідомчий центр обробки зображень (CF3I);
- Міжвідомчий центр досліджень та агентурної розвідки (CI3RH);
- Центр колективного користування даними розвідувального супутника Helios[fr] (супутникова система Helios є спільним проектом Франції, Італії та Іспанії, управління системою здійснюється відповідно до внеску кожної з країн: 79 % — Франція, 14 % — Італія та 7 % Іспанія)[1].

У Страсбурзі розташований Об'єднаний розвідувальний навчальний центр (CFIAR), де проходять підготовку представники всіх видів збройних сил — армії, ВМФ, ВПС і жандармерії Франції. Крім того, близько 300 співробітників знаходяться в 9 підрозділах радіоелектронної розвідки, розташованих як у Франції (півострів Giens поблизу Єра, департамент Вар), так і за кордоном (Гваделупа, Майотта, Нова Каледонія, Французька Полінезія, Сенегал, Габон, Джибуті та Об'єднані Арабські Емірати).
DRM також має безпосередньо у військових частинах підрозділи, спеціально призначені для збору розвідувальної інформації.

### Підрозділи DRM в армії
У складі бригади спеціального призначення сухопутних військ (BFST):
- 13-й десантний полк[fr] в Мартінас-Сюр-Жайє, департамент Жиронда.

У складі бригади розвідки (BR):
- 2-й гусарський полк[fr] в Агено, підрозділ досліджень та глибинної агентурної розвідки;
- 61-й артилерійський полк[fr] в Шомоні, підрозділ видової розвідки, що використовує БПЛА типу SDTI;
- 44-й полк зв'язку[fr] в Мутцигу, департамент Нижній Рейн, підрозділ радіоелектронної розвідки;
- 54-й полк зв'язку[fr] в Агено, підрозділ радіоелектронної розвідки;
- 28-я географічна група[fr] в Агено, підрозділ військової топографії та картографії.

### Підрозділи DRM у Військово-морських силах
З 19 травня 1977 року до складу Військово-морських сил Франції увійшло розвідувальне судно Berry, оснащене апаратурою радіоелектронної розвідки; спочатку вело операції проти СРСР в Баренцевому та Чорному морях, а також в Середземному морі та Перській затоці.
Наступником Berry в липні 1999 року стало розвідувальне судно Bougainville. Крім 52 членів екіпажу, до складу команди входило 30 співробітників DRM — спеціалістів з радіоелектронної розвідки.
23 червня 2006 ВМФ Франції ввів в дію нове розвідувальне судно — «Дюпюї-де-Лом», назване на честь видатного французького кораблебудівника Дюпюї де Лома. На відміну від двох своїх попередників, це судно спеціально розроблене для розміщення обладнання MINREM (фр. Moyen Interarmées Naval de Recherche ElectroMagnétique). Його місія полягає в перехопленні та аналізі всіх типів сигналів, у тому числі отриманих за допомогою супутників. Міністр оборони Фрац у зв'язку з цим підкреслив: «Це судно буде здійснювати стратегічне перехоплення із супутників, що дозволить нам бути на крок попереду в боротьбі з тероризмом.» Екіпаж Dupuy de Lôme (A759 скорочений до 30 осіб, на судні працює близько 80 фахівців DRM та/або DGSE.
Цей корабель вперше в історії французького флоту спроектований та побудований спеціально для ведення радіоелектронної розвідки в інтересах DRM і став наступником «Бугенвіля».
Радіоелектронне устаткування «Дюпюї-де-Лом» включає в себе дві навігаційні РЛС DRBN-38A, станції супутникових систем зв'язку «Сіракьюз» та «Інмарсат», станцію попередження про радіолокаційне опромінення та ідентифікації РЛС ARBR-21, комплекси радіо- і радіотехнічної розвідки. Останні дозволяють виявляти, пеленгувати та проводити технічний аналіз випромінювань різних РЛС в діапазоні частот від 300 МГц до 90 ГГц, а крім того, перехоплювати, пеленгувати та прослуховувати сигнали систем зв'язку (включаючи супутникові) в діапазоні частот від 30 кГц до 100 ГГц. Апаратура корабля здатна перехоплювати найсучасніші види передач, включаючи повідомлення електронної пошти та розмови по мобільному телефону.
Передбачається, що «Дюпюї-де-Лом» здатний нести службу 350 днів у році. Для цього ВМС Франції уклали контракт з компаніями «Талес» і CMN, які протягом п'яти років будуть здійснювати обслуговування корабельного обладнання та розвідувальних комплексів на «Дюпюї-де-Лом». Крім того, передбачено мати два змінних екіпажі корабля. У майбутньому планується встановити на борту корабля на додаток до двох кулеметів два ЗРК Simbad. Крім того, опрацьовується питання про оснащення корабля 300-м протяжною антеною, один кінець якої буде прикріплений до повітряної кулі, що запускається з вертолітного майданчика.

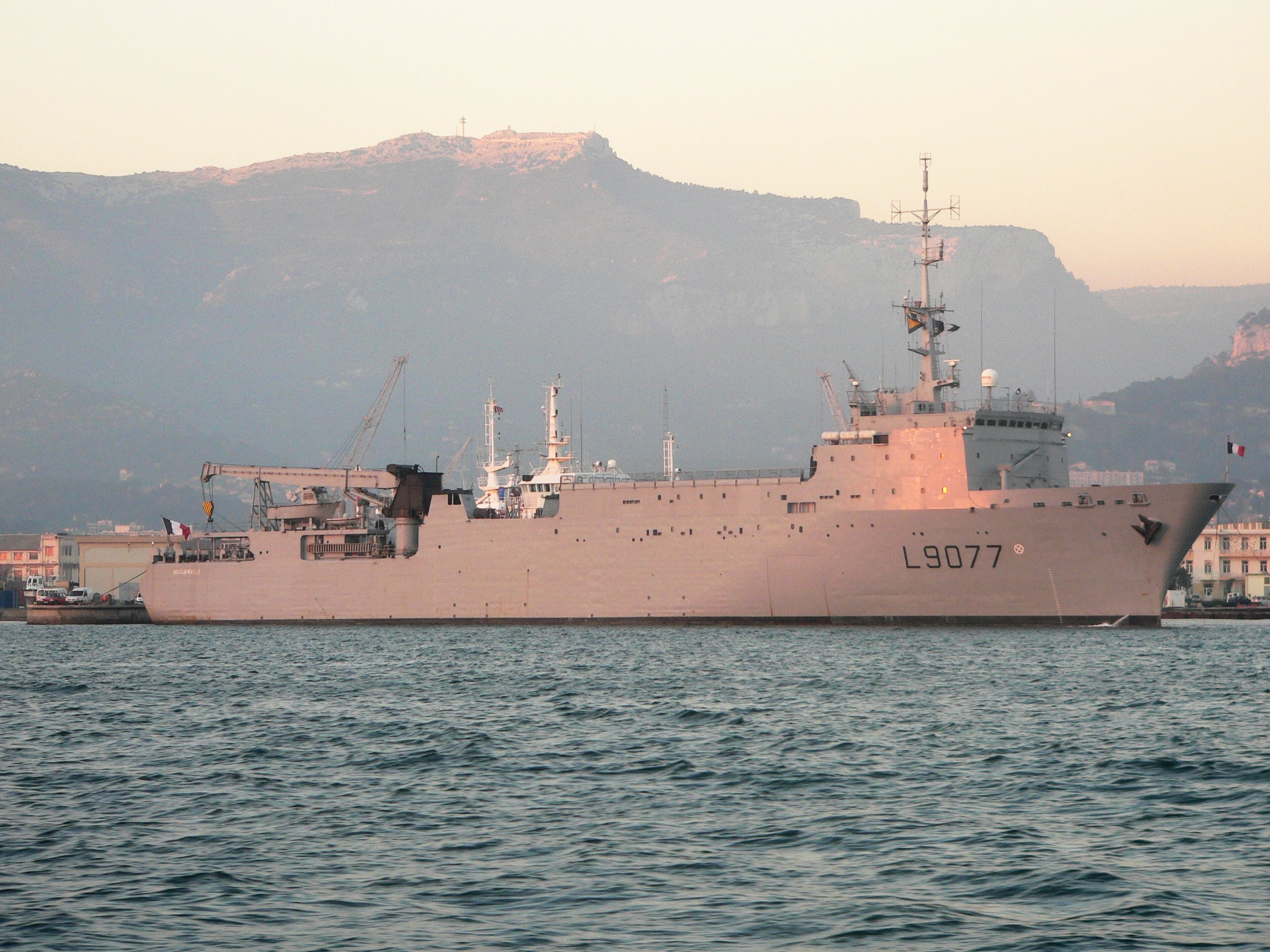
Bougainville[fr] між 1999 і 2006.
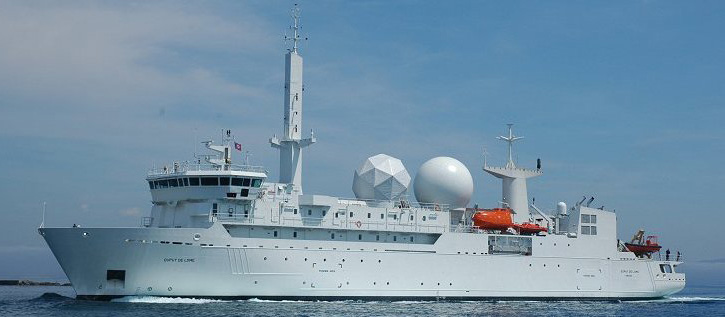
Dupuy-de-Lôme.

### Підрозділи DRM у військово-повітряних силах

#### Літаки радіоелектронної боротьби
У складі ВПС Франції є дві ескадрильї літаків, що спеціалізуються на радіоелектронній розвідці (SIGINT):
- 51-ша ескадрилья Обрак — для розвідки на стратегічному рівні;
- 54-та ескадрилья Дюнкерка[fr] — для розвідки на тактичному рівні.

З 12 грудня 1977 по 17 вересня 2004 рр. 51-ша ескадрилья Обрак використовувала для розвідки систему Sarigue (фр. Système Aéroporté de Recueil d'Informations de GUerre Électronique) на літаку DC-8, яка базувалася на базі ВПС № 105 в Еврьо. Екіпаж складався з двох пілотів, бортінженера і від п'ятнадцяти до двадцяти чотирьох операторів радіоелектронної розвідки. 25 липня 2001 року був введений в експлуатацію другий DC-8 із системою, відомою як Sarigue-NG (Sarigue — Nouvelle génération), після чого перший DC-8 був виведений з експлуатації 17 вересня 2004 року.
54-та ескадрилья Дюнкерка була створена 1964 року у ФРН і переведена 1967 року на базу ВПС № 128 в Метці. На озброєнні знаходилося три літаки Nord Noratlas, які були виведені з експлуатації 26 жовтня 1989 року і замінені двома транспортними літаками Transall C-160, екіпаж кожного з яких складається з двох пілотів, штурмана, бортінженера і від 9 до 14 операторів радіоелектронної розвідки.

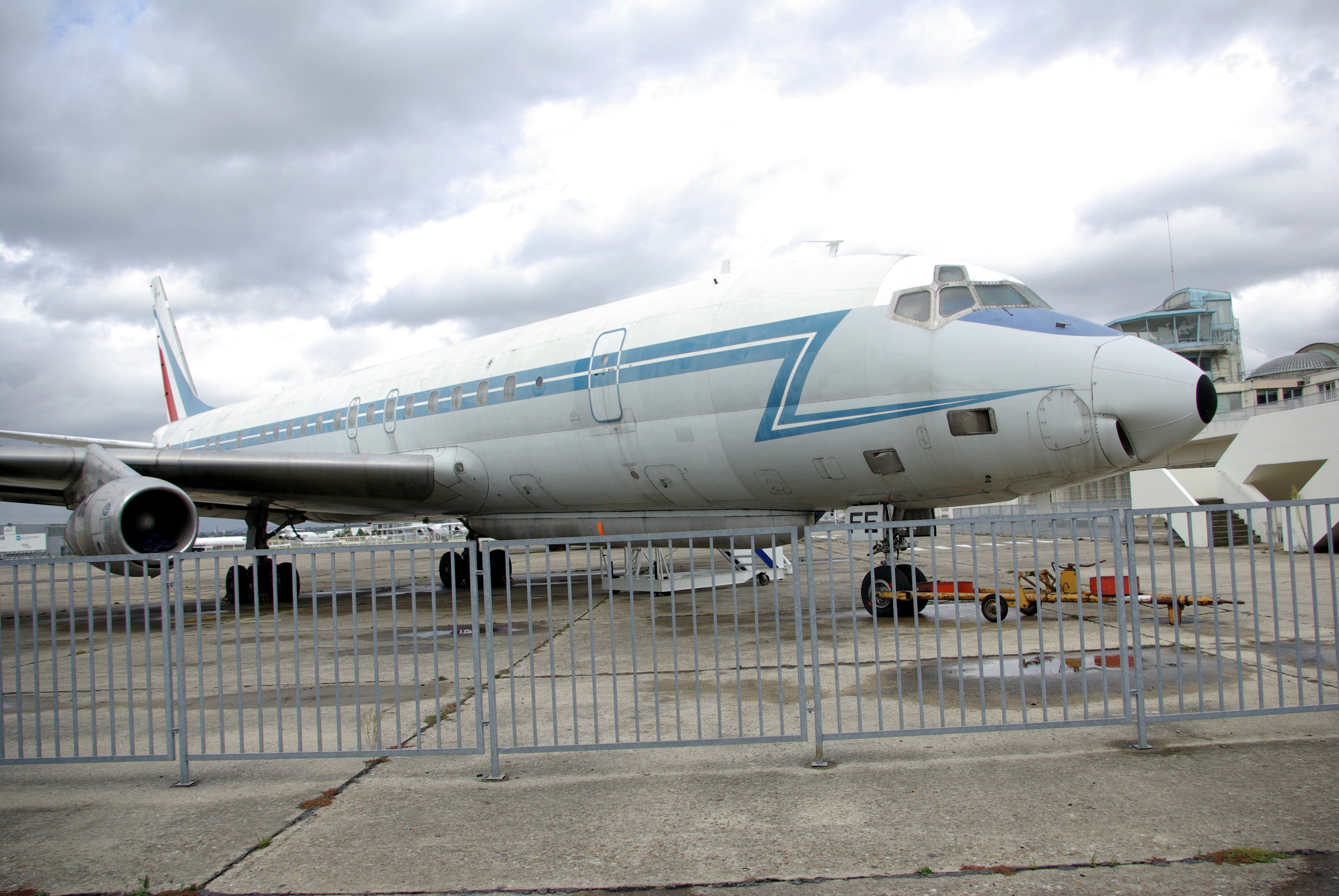
DC-8 Літак радіоелектронної боротьби Douglas DC-8

#### Супутникова розвідка

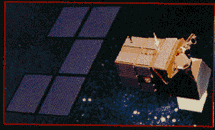
Розвідувальний супутник Helios 1

Супутникова розвідка Франції використовує два типи розвідувальних супутників:
- супутники радіоелектронної розвідки;
- супутники видовий розвідки.

Супутникова програма радіоелектронної розвідки почалася із запуску супутника Essaim 18 грудня 2004 року, який містив чотири мікросупутника радіоперехоплення та зійшов з орбіти 2010 року. Наступним кроком став запуск системи супутників Elisa (скорочення від — Electronic Intelligence Satellite) 17 грудня 2011 року. Elisa також містила чотири мікросупутника, призначених для пошуку та виявлення характеристик радарів. Elisa повинна була залишатися на орбіті протягом трьох років. До 2020 року планується запуск супутника Cérès (скорочення від фр. CapacitÉ de Renseignement Électromagnétique Spatiale, «можливість розвідки електромагнітного простору»), який також буде складатися з трьох або чотирьох мікросупутників, які «дозволять виробляти перехоплення та локалізацію електромагнітного випромінювання з космосу (виявлення та розташування радарів та телекомунікаційних пристроїв).»
Реалізація супутникової програми видової розвідки почалася з проекту Helios. Перший супутник цієї серії — Helios 1A був запущений 7 липня 1995 року, другий — Helios 1B — 3 грудня 1999 року. Друге покоління супутників цієї серії, крім можливості робити денні знімки, було оснащено апаратурою для нічного спостереження в інфрачервоному діапазоні. Helios 2A був запущений 18 грудня 2004 року, а Helios 2B — 18 грудня 2009 року.
У липні 2010 року Франція, завдяки обміну даними з італійським супутниковим угрупованням COSMO-SkyMed та німецьким SAR-Lupe отримала можливість отримувати цілодобово та незалежно від погодних умов зображення будь-якої ділянки поверхні Землі з високою роздільною здатністю, в обмін на аналогічні послуги від супутників серії Геліос-2.
DRM також використовує супутники серії Pléiades. Перший супутник цієї цивільно-військової програми був запущений 17 грудня 2011 року, другий має бути запущений на початку 2013 року.
Нова європейська міжнаціональна програма космічної розвідки MUSIS (від Multinational Space-based Imaging System for Surveillance) передбачає з часом заміну всіх розвідувальних супутників, що знаходяться останнім часом в експлуатації: Helios, COSMO-SkyMed SAR-Lupe, Pléiades. При цьому Франція вирішила почати здійснення на національному рівні програми видової розвідки на основі двох супутників (із системи трьох супутників, які планується запустити). Перший супутник буде вести розвідку, в той час як другий на нижчій орбіті буде робити зображення вищої роздільної здатності. Запуск першого супутника запланований на 2016 рік, а другого — на 2017 рік.."

## Персонал
Починаючи з 2009 року, йде скорочення чисельності персоналу DRM. У 2009 році в штаті налічувалося 1677 осіб, 2012 року штат скорочений до 1592 осіб, включаючи персонал Генерального директорату з озброєння (DGA).

## Директори
- Жан Хейнріх (1992—1995)
- Бруно Еле (22 листопада 1995 по березень 1998 року)
- Ів де Керсензон Панандреф (березень 1998 — травень 2001)
- Андре Рансон (травень 2001 — червень 2005)
- Мішель Масон (з 1 липня 2005 — серпень 2008)
- Бенуа Пуга (1 вересня 2008 — 6 березня 2010)
- Дідьє Болеллі (17 березня 2010 — 21 червня 2013)
- Крістоф Гомар (21 червня 2013 — 7 липня 2017)
- Жан-Франсуа Ферле (7 липня 2017 — 1 вересня 2021)
- Ерік Відо (1 вересня 2021 — 13 квітня 2022)
- Жак Ланглад де Монгрос (з 13 квітня 2022)